# Comuna Bielsk Podlaski
Comuna Bielsk Podlaski este o comună (în poloneză: gmina) rurală în powiat Bielsk, voievodatul Podlasia, Polonia.
Comuna acoperă o suprafață de 430,14 km² și are, potrivit datelor din anul 2006, o populație de 7.396.